# Constantino Conti
Constantino Conti, més conegut com a Tino Conti (Nibbionno, 26 de setembre de 1945) és un ciclista italià, ja retirat, que fou professional entre 1969 i 1978.
Com a ciclista amateur va prendre part, sense sort, en els Jocs Olímpics d'Estiu de 1968. Durant la seva carrera professional aconseguí una dotzena de victòries, destacant algunes clàssiques italianes, com ara els Tre Valli Varesine, el Giro de Toscana o el Gran Premi de Prato. Al Campionat del Món de ciclisme aconseguí la medalla de bronze el 1976.

## Palmarès
- 1967
  - 1r als Jocs del Mediterrani de la prova en línia i de la CRE
  - Vencedor d'una etapa del Tour de l'Avenir
- 1969
  - 1r al Giro delle Marche
- 1972
  - 1r al Gran Premi de la Indústria i el Comerç de Prato
- 1974
  - 1r als Tre Valli Varesine
- 1975
  - 1r al Giro de Toscana
  - 1r al Gran Premi de la Indústria i el Comerç de Prato
  - Vencedor d'una etapa del Giro di Puglia
- 1976
  - 3r al Campionat del món en ruta
- 1977
  - 1r al Giro de la Província de Reggio Calabria

### Resultats al Giro d'Itàlia
- 1969. Abandona
- 1973. 51è de la classificació general
- 1974. 4t de la classificació general
- 1975. 8è de la classificació general

### Resultats al Tour de França
- 1970. Abandona (11a etapa)
- 1971. Abandona (11a etapa)